# Футбол в Болгарии
В Болгарии существует многоуровневая система чемпионатов футбольных клубов. Турниры проводится под эгидой Болгарского футбольного союза, Болгарской профессиональной футбольной лиги и Болгарской любительской футбольной лиги. Чемпион страны получает право играть в Лиге Чемпионов, серебряный и бронзовый призёры участвуют в розыгрыше Лиге Европы вместе с победителем Кубка Болгарии.

## Система лиг
Первые два уровня чемпионата — профессиональные, остальные — любительские.
| Уровень | Лиги/Дивизионы                                                                       | Лиги/Дивизионы                                   | Лиги/Дивизионы                                   | Лиги/Дивизионы                                   | Лиги/Дивизионы |
| ------- | ------------------------------------------------------------------------------------ | ------------------------------------------------ | ------------------------------------------------ | ------------------------------------------------ | -------------- |
| 1       | Профессиональная футбольная группа «А» 16 клубов                                     | Профессиональная футбольная группа «А» 16 клубов | Профессиональная футбольная группа «А» 16 клубов | Профессиональная футбольная группа «А» 16 клубов |                |
| 2       | Профессиональная футбольная группа «Б» 32 клуба                                      | Профессиональная футбольная группа «Б» 32 клуба  | Профессиональная футбольная группа «Б» 32 клуба  | Профессиональная футбольная группа «Б» 32 клуба  |                |
| 2       | Зона «Восток» 16 клубов                                                              | Зона «Восток» 16 клубов                          | Зона «Запад» 16 клубов                           | Зона «Запад» 16 клубов                           |                |
| 3       | Любительская футбольная группа «В» 76 клубов                                         | Любительская футбольная группа «В» 76 клубов     | Любительская футбольная группа «В» 76 клубов     | Любительская футбольная группа «В» 76 клубов     |                |
| 3       | Зона «Северо-Восток» 20 клубов                                                       | Зона «Северо-Запад» 16 клубов                    | Зона «Юго-Запад» 20 клубов                       | Зона «Юго-Восток» 20 клубов                      |                |
| 4       | Областные футбольные группы около 800 клубов                                         | Областные футбольные группы около 800 клубов     | Областные футбольные группы около 800 клубов     | Областные футбольные группы около 800 клубов     |                |
| 4       | В каждой области Болгарии своя система соревнований, часто из нескольких дивизионов. |                                                  |                                                  |                                                  |                |

## Кубковые соревнования Болгарии

### Кубок Болгарии
Основная статья: Кубок Болгарии по футболу
Кубок Болгарии — болгарский футбольный трофей. Принимать участие в розыгрыше кубка может любой официально зарегистрированный на территории Болгарии футбольный клуб.
Проведение Кубка Болгарии началось в 1981 году, в честь 1300-летия с основания Болгарии. В 1983 году турнир получил официальный статус — победитель получал звание «Обладатель национального кубка» и право представлять Болгарию в Кубке Кубков. До 1990 года официальное название было «Кубок народной республики Болгария».